# Campeonato Mundial de Natação em Piscina Curta de 2010 - 200 m medley feminino
A prova dos 200 metros nado medley feminino do Campeonato Mundial de Natação em Piscina Curta de 2010 foi disputado em  18 de dezembro em Dubai nos Emirados Árabes Unidos.

## Recordes
Antes desta competição, os recordes mundiais e do campeonato nesta prova eram os seguintes:
|    | Nome            | Nacionalidade  | Tempo (minuto) | Local      | Data                   |
| -- | --------------- | -------------- | -------------- | ---------- | ---------------------- |
| WR | Julia Smit      | Estados Unidos | 2:04.60        | Manchester | 19 de dezembro de 2009 |
| CR | Kirsty Coventry | Zimbabwe       | 2:06.13        | Manchester | 12 de abril de 2008    |

## Medalhistas
| Ouro                  | Prata           | Bronze              |
| Mireia Belmonte (ESP) | Ye Shiwen (CHN) | Ariana Kukors (USA) |

## Resultados

### Eliminatórias
As eliminatórias ocorreram dia 18 de dezembro. Oito atletas num total de 38 se classificaram  para a final. 
| Colocação | Bateria | Raia | Nome                                    | Tempo   | Notas |
| --------- | ------- | ---- | --------------------------------------- | ------- | ----- |
| 1         | 5       | 5    | Ariana Kukors (USA)                     | 2:07.67 | Q     |
| 2         | 5       | 4    | Evelyn Verrasztó (HUN)                  | 2:08.19 | Q     |
| 3         | 4       | 3    | Ye Shiwen (CHN)                         | 2:08.83 | Q     |
| 4         | 4       | 4    | Francesca Segat (ITA)                   | 2:08.93 | Q     |
| 5         | 1       | 6    | Katinka Hosszú (HUN)                    | 2:09.01 | Q     |
| 6         | 3       | 3    | Missy Franklin (USA)                    | 2:09.07 | Q     |
| 7         | 3       | 4    | Kotuku Ngawati (AUS)                    | 2:09.39 | Q     |
| 8         | 5       | 3    | Mireia Belmonte (ESP)                   | 2:10.09 | Q     |
| 9         | 3       | 5    | Hannah Miley (GBR)                      | 2:10.11 |       |
| 10        | 4       | 6    | Stina Gardell (SWE)                     | 2:10.22 |       |
| 11        | 5       | 6    | Theresa Michalak (GER)                  | 2:11.48 |       |
| 12        | 5       | 2    | Ekaterina Andreeva (RUS)                | 2:11.57 |       |
| 13        | 4       | 2    | Barbora Zavadova (CZE)                  | 2:12.40 |       |
| 14        | 3       | 6    | Sara Thydén (SWE)                       | 2:12.86 |       |
| 14        | 4       | 5    | Daria Belyakina (RUS)                   | 2:12.86 |       |
| 16        | 3       | 7    | Jessica Pengelly (RSA)                  | 2:13.33 |       |
| 17        | 4       | 1    | Sarra Lajnef (TUN)                      | 2:13.76 |       |
| 18        | 2       | 5    | Maiko Fujino (JPN)                      | 2:13.87 |       |
| 19        | 4       | 7    | Sinead Russell (CAN)                    | 2:14.76 |       |
| 20        | 5       | 8    | Katarina Listopadova (SVK)              | 2:15.19 |       |
| 21        | 3       | 2    | Emilia Pikkarainen (FIN)                | 2:15.28 |       |
| 22        | 2       | 6    | Sara El Bekri (MAR)                     | 2:15.39 |       |
| 23        | 4       | 8    | Lisa Zaiser (AUT)                       | 2:16.74 |       |
| 24        | 5       | 1    | Sara Nordenstam (NOR)                   | 2:17.09 |       |
| 25        | 5       | 7    | Amanda Loots (RSA)                      | 2:17.27 |       |
| 26        | 3       | 1    | Georgina Bardach (ARG)                  | 2:17.30 |       |
| 27        | 3       | 8    | Gizem Bozkurt (TUR)                     | 2:17.62 |       |
| 28        | 2       | 4    | Ranohon Amanova (UZB)                   | 2:18.84 |       |
| 29        | 2       | 2    | Samantha Michelle Arevalo Salinas (ECU) | 2:20.42 |       |
| 30        | 2       | 7    | Eliana Barrios (VEN)                    | 2:21.65 |       |
| 31        | 2       | 8    | Lara Butler (CAY)                       | 2:22.79 |       |
| 32        | 2       | 3    | Meagan Lim (SIN)                        | 2:23.22 |       |
| 33        | 2       | 1    | Ma Cheok Mei (MAC)                      | 2:23.66 |       |
| 34        | 1       | 3    | Anum Bandey (PAK)                       | 2:37.38 |       |
| 35        | 1       | 5    | Cheyenne Rova (FIJ)                     | 2:47.78 |       |
| -         | 1       | 2    | Liu Jing (CHN)                          | DNS     |       |
| -         | 1       | 4    | Elodie Poo Cheong (MRI)                 | DNS     |       |
| -         | 1       | 7    | Ingvild Snildal (NOR)                   | DNS     |       |

### Final
A final teve sua disputa realizada em 18 de dezembro.
| Colocação         | Raia | Nome                   | Tempo   | Notas |
| ----------------- | ---- | ---------------------- | ------- | ----- |
| Medalha de ouro   | 8    | Mireia Belmonte (ESP)  | 2:05.73 | CR    |
| Medalha de prata  | 3    | Ye Shiwen (CHN)        | 2:05.94 |       |
| Medalha de bronze | 4    | Ariana Kukors (USA)    | 2:06.09 |       |
| 4                 | 2    | Katinka Hosszú (HUN)   | 2:06.88 |       |
| 5                 | 5    | Evelyn Verrasztó (HUN) | 2:07.81 |       |
| 6                 | 6    | Francesca Segat (ITA)  | 2:08.38 |       |
| 6                 | 7    | Missy Franklin (USA)   | 2:08.38 |       |
| 8                 | 1    | Kotuku Ngawati (AUS)   | 2:09.32 |       |

Legenda
| Recorde mundial       | Recorde mundial (World record)               |                       | Recorde africano                      | Recorde africano (African) |                                           | Q | Classificado por posição (Qualified) |
| Recorde do campeonato | Recorde do campeonato (Championship record)  | Recorde da América    | Recorde da América (Americas)         | q                          | Classificado por melhor tempo (Qualified) |   |                                      |
| Melhor marca do ano   | Melhor marca do ano (World leading)          | Recorde asiático      | Recorde asiático (Asian)              | DNS                        | Não largou (Did not start)                |   |                                      |
| Recorde nacional      | Recorde nacional (National record)           | Recorde europeu       | Recorde europeu (European)            | DNF                        | Não terminou (Did not finish)             |   |                                      |
| Recorde pessoal       | Recorde pessoal do atleta (Personal best)    | Recorde da Oceania    | Recorde da Oceania (Oceania)          | DSQ / DQ                   | Desclassificado (Disqualified)            |   |                                      |
| Recorde da temporada  | Recorde da temporada do atleta (Season best) | Recorde sul-americano | Recorde sul-americano (South America) | NM                         | Sem marca (No mark)                       |   |                                      |